# Svensk mesterskab i ishockey 1922
Det svenske mesterskab i ishockey 1922 var det første svenske mesterskab i ishockey for mandlige klubhold. Mesterskabet havde deltagelse af otte klubber, der alle var fra Stockholm-området, og stævnet blev afviklet på tre dage, 10. - 12. marts 1922, på Stockholms Stadion i Stockholm.
Mesterskabet blev vundet af IK Göta, som i finalen vandt 6-0 over Hammarby IF i en kamp, hvor Einar "Stor-Klas" Svensson scorede fire mål, mens Bror Arwe og Åke Nyberg hver bidrog med én scoring. Kampen skulle have været startet kl. 19:00, men ingen af holdene havde indfundet sig på det planlagte klokkeslæt, og den kom først i gang med et kvarters forsinkelse.
IK Göta havde et par spillere på holdet, som tidligere havde deltaget ved den olympiske ishockeyturnering i 1920 i Antwerpen. Holdlederen for OL-holdet, Raoul Le Mat, var dommer i den første SM-finale. Finalen overværedes af 200 tilskuere og blev spillet under dårlige vejrforhold med kraftig blæst og streng kulde.

## Resultater

### Første runde
| Dato      | Kl.   | Kamp                     | Res. | Perioder |
| --------- | ----- | ------------------------ | ---- | -------- |
| 10. marts | 19:00 | Hammarby IF - Lidingö IF | 8–0  |          |
| 10. marts | 20:00 | IK Göta - IF Linnéa      | 7–0  |          |
| 11. marts | 19:00 | Djurgårdens IF - AIK     | 4–2  |          |
| 11. marts | 20:00 | Nacka SK - IFK Stockholm | 5–6  |          |

### Semifinaler
| Dato      | Kl. | Kamp                         | Res. | Perioder |
| --------- | --- | ---------------------------- | ---- | -------- |
| 12. marts |     | IK Göta - Nacka SK           | 4–1  |          |
| 12. marts |     | Hammarby IF - Djurgårdens IF | 4–1  |          |

### Finale
| Dato      | Kl.   | Kamp                  | Res. | Perioder | Tilsk. |
| --------- | ----- | --------------------- | ---- | -------- | ------ |
| 12. marts | 19:00 | IK Göta - Hammarby IF | 6–0  | 2-0, 4-0 | 200    |

## Spillere
| Vindere | Finalister |
| --- | --- |
| IK Göta | Hammarby IF |
| Bror "Brollan" Arwe Birger "Bigge" Holmqvist Einar "Knatten" Lundell Åke Nyberg Einar "Hund-Eje" Olsson Einar "Stor-Klas" Svensson | Axel Sandqvist Karl-Arthur Bergström Erik "Bagarn" Dahlberg Georg Bussler Sven Falk Per Gösta "Pegge" Nilsson Carl "Calle Köwitz" Söderqvist |